# Aeroportul Trent Lott
Aeroportul Trent Lott (IATA: PGL, ICAO: KPQL, FAA LID: PQL) este un aeroport din Mississippi, Statele Unite ale Americii ce deservește zona Pascagoula⁠(d). Aeroportul a fost tranzitat în 2017 de 4 pasageri. A fost numit după Trent Lott⁠(d).
Situat la o altitudine de 5 m, aeroportul dispune de 1 pistă.

## Infrastructură

### Piste
Aeroportul dispune de o singură pistă. Pista 17/35 are suprafața de asfalt și dimensiunile 6.500 picioare × 100 picioare. 